# Stephen Weissman
Stephen Weissman (* 1937 in Bronx) ist ein US-amerikanischer Psychiater, Psychoanalytiker und Biograph von Charles Chaplin.

## Leben
Weissman wuchs als Kind mit Arbeiterliedern und Balladen aus dem Spanischen Bürgerkrieg auf, da seine Eltern  Mitglieder der amerikanischen Kommunistische Partei CPUSA waren. Seine aus Russland stammende mütterliche Großmutter entfloh den Pogromen wenige Jahre vor dem Beginn der Russischen Revolution und ging in die USA. Hier sah sie 1917 die Filmkomödie Der Einwanderer, wodurch sie zu einer lebenslangen Anhängerin von Charles Chaplin wurde. Ihre Passion übertrug sich auf ihren Enkel Stephen Weissman, der 2008 eine Biographie über Charles Chaplin veröffentlichte.
Weissman lehrt als Professor an der Washington School of Psychiatry.

## Veröffentlichungen
- Frederick Douglass. Portrait of a Black Militant. A Study in the Family Romance. The Psychoanalytic Study of the Child, 30/1975, S. 725–751
- His Brother's Keeper. A Psychobiography of Samuel Taylor Coleridge. Madison, CT 1989, ISBN 0823623424
- Chaplin. A Life. Arcade Publishing, New York 2008
  - Deutsche Ausgabe: Chaplin. Eine Biographie. Übersetzt aus dem Englischen von Ulrike Seeberger. Vorwort Geraldine Chaplin. Aufbau, Berlin 2009, ISBN 978-3-351-02708-7